# Internet Explorer 5
O Microsoft Internet Explorer 5 é a quinta versão do popular navegador de Internet Explorer. Foi lançado em março de 1999 pela Microsoft, principalmente para o Windows, mas inicialmente, com versões disponíveis para Mac OS, Solaris e HP-UX.
Um dos principais participantes da Guerra dos navegadores. Embora o IE5.x continua a ser a última versão para o Windows 3.1x, Windows NT 3.x, e Windows 95, a versão 5.0 foi incluído com o Windows 98 Second Edition (usando o motor de layout Trident II). A versão 5.5 foi incluida no Windows Me com o motor Trident III.
O IE5 abocanhou uma grande fatia do mercado devido ter trazido novas funções e características consideradas "avançadas para a época". Além disso, era compatível com um maior leque de SO.
Internet Explorer 5 atingiu mais de 50% da fatia do mercado até ao início de 2000, tomando a dianteira em relação a outras versões do navegador, incluindo IE4 e Netscape.
A Microsoft gastou mais de 100 milhões de dólares por ano no final dos anos 90 com mais de 1000 pessoas que trabalham no IE até 1999, durante o desenvolvimento do IE5.
O Internet Explorer 5.5 faz mais pontos que a versão 7 no Acid3, que testa a compatibilidade dos navegadores com tecnologias da chamada Web 2.0.[carece de fontes?]